# Ramón Sanfeliu
Ramón Sanfeliu Martínez, né le 24 mars 1911 à Barcelone, est un footballeur espagnol des années 1930 et 1940 qui jouait au poste de défenseur.

## Biographie
Ramón Sanfeliu commence à jouer avec l'UE Lleida en 1925. Il joue ensuite avec Martinenc (1926), puis l'UE Sants (1927-1928) et Fortpienc (1928-1930).
En 1930, il rejoint le FC Barcelone, où il évolue jusqu'en 1933. Il ne joue qu'un seul match de championnat d'Espagne avec le Barça. Il joue également 56 matches non officiels avec le Barça.
En 1933, il rejoint Horta, puis Granollers en 1934, et le Club Recreativo Granada (ancêtre du Grenade CF) de 1934 à 1937.
En 1941, il quitte l'Espagne et rejoint la France. Il signe alors avec le Toulouse FC, club où il reste jusqu'en 1942.
Il termine sa carrière au SCO d'Angers, où il joue de 1942 à 1946. Il dispute avec le club angevin 44 matches en Division 2.

## Palmarès
Avec le FC Barcelone :
- Champion de Catalogne en 1932